# Peter Babnič
Peter Babnič je slovenský fotbalový útočník, který působil mj. v české Gambrinus lize. Momentálně působí ve slovenském týmu TJ Tatran Oravské Veselé.

## Klubová kariéra
Do svého kádru si ho vybralo vedení Sparty Praha, ale po dvou sezonách, kdy odehrál jen sedm utkání, byl propuštěn. Po angažmá ve Zlíně se na delší dobu usadil v Sigmě Olomouc, kde odehrál solidní tři sezony, po kterých se vrátil na Slovensko.

## Reprezentační kariéra
Peter reprezentoval Slovensko již v mládežnických výběrech. V roce 2000 byl členem slovenského týmu U21, jenž obsadil na domácím Mistrovství Evropy ve fotbale hráčů do 21 let 4. místo. Střelecky se prosadil v utkání 29. května proti Itálii, pomohl tak k remíze 1:1. Trefil se i v zápase 1. června proti Anglii, kde přispěl jedním gólem k vítězství 2:0.
V dresu seniorské reprezentace odehrál 12 utkání a vstřelil jednu branku (na Kirin Cupu 2004 proti Japonsku).

### Reprezentační góly
Góly Petera Babniče v A-mužstvu Slovenska
| Gól | Datum      | Stadion            | Soupeř   | Skóre (min.) | Výsledek | Soutěž         |
| --- | ---------- | ------------------ | -------- | ------------ | -------- | -------------- |
| 010 | 9. 7. 2004 | Hirošima, Japonsko | Japonsko | 01:10(64.)   | 3:1      | Kirin Cup 2004 |